# Justiça infundida
A justiça infundida forma a base da doutrina da justificação na Igreja Católica Romana e está enraizada na teologia de Tomás de Aquino. A doutrina afirma que, ao guardar os mandamentos de Cristo, confissão e penitência regulares e receber os sacramentos, a graça/justiça de Deus é "infundida" nos crentes cada vez mais ao longo do tempo, e sua própria "justiça na carne" se torna submetida à Justiça de Deus.